# Poissons ekvation
Poissons ekvation är en elliptisk partiell differentialekvation med bred användbarhet i teoretisk fysik. Till exempel är lösningen på Poissons ekvation det potentialfält som orsakas av en given elektrisk laddning eller massdensitetsfördelning; med det kända potentialfältet kan man sedan beräkna motsvarande elektrostatiska eller gravitations(kraft)fält. Det är en generalisering av Laplaces ekvation, som också ofta ses inom fysiken. Ekvationen är uppkallad efter den franske matematikern och fysikern Siméon Denis Poisson som publicerade den 1823.

## Allmän form
{\displaystyle \nabla ^{2}u=f}
där {\displaystyle \nabla ^{2}} är Laplaceoperatorn, och f är en godtycklig funktion. I ett tredimensionellt rum med kartesiska koordinater skrivs den
{\displaystyle {\frac {\partial ^{2}u}{\partial x^{2}}}+{\frac {\partial ^{2}u}{\partial y^{2}}}+{\frac {\partial ^{2}u}{\partial z^{2}}}=f}.
Laplaces ekvation är ett specialfall av Poissons ekvation, med f=0.

## Exempel
Ekvationen används till exempel inom elektrostatiken i formen
{\displaystyle \nabla ^{2}V=-{\frac {\rho }{\varepsilon }}}
Där V är den elektriska potentialen, {\displaystyle \varepsilon } är permittiviteten hos mediet (som är konstant) och {\displaystyle \rho } är volymdensiteten för fria laddningar.